# Migezi (vattendrag)
Migezi är ett vattendrag i Burundi.   Det ligger i provinsen Gitega, i den centrala delen av landet, 60 kilometer sydost om huvudstaden Bujumbura.
I omgivningarna runt Migezi växer huvudsakligen savannskog. Runt Migezi är det ganska tätbefolkat, med 230 invånare per kvadratkilometer.